# Humletorvet
Humletorvet er et torv i Sønderborg. Det hører sandsynligvis til blandt det ældste af byen, da man ved arkæologiske udgravninger har fundet en brønd med keramik fra 1200-tallet. Der findes dog ingen ældgamle bygninger her, da de fleste blev udsat for bombardement i 1864.